# Kandis Kota
Kandis Kota is een bestuurslaag in het regentschap Siak van de provincie Riau, Indonesië. Kandis Kota telt 10.590 inwoners (volkstelling 2010).